# Lijst van gemeenten in Batman
Onderstaande lijst bevat alle gemeenten (2000) in de Turkse provincie Batman.
| District  | Gemeente  |
| --------- | --------- |
| Batman    | Balpınar  |
| Batman    | Batman    |
| Beşiri    | Beşiri    |
| Beşiri    | İkiköprü  |
| Gercüş    | Gercüş    |
| Gercüş    | Hisar     |
| Gercüş    | Kayapınar |
| Hasankeyf | Hasankeyf |
| Kozluk    | Bekirhan  |
| Kozluk    | Kozluk    |
| Sason     | Sason     |
| Sason     | Yücebağ   |